# Puchar Franza Beckenbauera
Puchar Franza Beckenbauera (niem. Franz-Beckenbauer-Cup) – towarzyski mecz piłkarski, rozgrywany przed rozpoczęciem sezonu na stadionie Allianz Arena w Monachium w Niemczech pomiędzy gospodarzem Bayernem Monachium oraz zaproszonym utytułowanym klubem. Inspiracją Pucharu z udziałem Bayernu był rozgrywany w 2006 roku Puchar Joana Gampera. Pierwsza edycja turnieju roku została zorganizowana 15 sierpnia 2007 roku i nazwana imieniem Franza Beckenbauera. Turniej wygrał FC Barcelona, pokonując w finale Bayern Monachium 1:0. W 2009 roku turniej został zastąpiony przez Audi Cup.

## Turnieje
| Rok  | 1. miejsce     | 2. miejsce       | Wynik        |
| ---- | -------------- | ---------------- | ------------ |
| 2007 | FC Barcelona   | Bayern Monachium | 1–0          |
| 2008 | Internazionale | Bayern Monachium | 1–0          |
| 2010 | Real Madryt    | Bayern Monachium | 0–0 (4–2 k.) |

## Osiągnięcia według zespołów
| Zespół           | Zwycięstwa | Finalista |
| ---------------- | ---------- | --------- |
| FC Barcelona     | 1          | 0         |
| Internazionale   | 1          | 0         |
| Real Madryt      | 1          | 0         |
| Bayern Monachium | 0          | 3         |